# 후지필름 GFX 50S
후지필름 GFX 50S은 후지필름에서 생산되는 미러리스 중형 포맷 카메라이다. 포토키나 2016 전시회에서 발표되었으며, 2017년 2월 28일에 출시되었다.
이 제품은 두 번째로 생산된 미러리스 중형 카메라이며, 바디에 셔터가 내장된 첫 번째 미러리스 중형 카메라이다.

## 센서
카메라의 43.8x32.9mm 센서는 35mm 센서보다 1.7배 크며, 후지필름에 의해 커스터마이즈되었다. 렌즈는 후지필름 G-마운트를 사용한다. 후지필름은 보통의 센서보다 작은 마이크로 렌즈가 픽셀 사이의 간격을 늘려 더욱 선명한 이미지를 얻을 수 있다고 주장한다.

## 주요 기능
- 51.4메가픽셀 43.8mm x 32.9mm 베이어 CMOS 센서
- X-프로세서 프로 이미지 프로세서
- 탈착식 전자 뷰파인더
- ISO 100-12800
- 1/4000초까지의 포컬 플레인 셔터.
- 상단의 보조 LCD 모니터
- 다양한 가로세로비 촬영
- 방진, 방습 구조
- 다방향 플립 스크린

## 후지필름 G-마운트 렌즈 시스템
- GF 63mm ff/2.8 R WR 표준 단렌즈
- GF 32-64mm ff/4 R LM WR 광각 줌렌즈
- GF 120mm ff/4 Macro R LM OIS WR 매크로 렌즈
- GF 110mm ff/2 R LM WR 초상 렌즈
- GF 23mm ff/4 R LM WR 울트라 광각 단렌즈
- GF 45mm ff/2.8 R WR 중간 광각 렌즈
- GF 250mm ff/4 R LM OIS WR 망원 렌즈